# Naidangiin Tüvshinbayar
Tüvshinbayar Naidan (in Lingua mongola: Найдангийн Түвшинбаяр) (Mongolia, 1º giugno 1984) è un judoka mongolo, il primo atleta del suo paese ad aggiudicarsi una medaglia d'oro ai Giochi olimpici.
Dopo una medaglia di argento ed una di bronzo ai campionati asiatici nella categoria 100 chilogrammi, si aggiudica l'oro ai Giochi Olimpici di Pechino nel 2008, sconfiggendo in finale il kazako Askhat Zhitkeyev grazie a due waza-ari e ad uno yuko.

## Palmarès
- Giochi olimpici estivi

2008 - Pechino: oro nei 100 kg.
2012 - Londra: argento nei 100 kg.
- Campionati asiatici di judo

2007 - Kuwait City: argento nei 100 kg.
2008 - Jeju City: bronzo nei 100 kg.
2011 - Abu Dhabi: bronzo nei 100 kg.